# 제53회 인도 국제 영화제
제53회 인도 국제 영화제는 2022년 11월 20일에 열린 시상식이다.

## 수상 및 후보

### 작품상
- 내겐 짜릿한 꿈이 있어 - 발렌티나 마우렐 수상

### 감독상
- 노 엔드 - 나데르 사에이바르 수상

### 여우주연상
- 내겐 짜릿한 꿈이 있어 - Daniela Marin Navarro 수상

### 남우주연상
- 노 엔드 - Vahid Mobasheri 수상

### 올해의 인물상
- Chiranjeevi 수상

### 데뷔 영화상
- 비하인드 더 헤이스택스 - 아시미나 프로이드로우 수상

### 심사위원특별상
- 웬 더 웨이브스 아 곤 - 라브 디아스 수상

### 특별언급
- 시네마 반디 - 프라빈 칸드레굴라 수상

### ICFT 유네스코상
- 나르게시 - 파얌 에스칸다리 수상

### 공로상
- 카를로스 사우라

### 국제 경쟁
- 어 마이너 - 다리우스 메흐르지
- 콜드 애즈 마블 - 아시프 루스타모프
- 내겐 짜릿한 꿈이 있어 - 발렌티나 마우렐
- 쿠란구 페달 - 카말라칸난 S
- 메디터레이니언 피버 - 마하 하즈
- 추방된 사람들 - 소다데 카단
- 노 엔드 - 나데르 사에이바르
- 퍼펙트 넘버 - 크지쉬토프 자누쉬
- 레드 슈즈 - 카를로스 아이켈만 카이저
- 7마리의 개 - 로드리고 게레로
- 더 카슈미르 파일즈 - 비베크 아그니호리
- 라인 - 위르실라 메이에
- 마리야. 더 오션 엔젤 - 아루나 자야와르다나
- 스토리텔러 - 아난스 나라얀 마하데반
- 웬 더 웨이브스 아 곤 - 라브 디아스

### 세계의 영화
- 9 - 마틴 바르네치아
- 파 쇼어 - 쿠도 마사아키
- 어 하우스 위드 노 네임 - 누어 임란 밋투
- 어 피스 오브 스카이 - 마이클 코치
- 아줌마 - 슈밍 히
- 앤 - 씨아란 크래그
- 아리엘 - 앨리슨 머레이
- 모범생 아논 - 소라요스 프라파판
- 애쉬칼 - 요세프 셰비
- 자서전 - 막불 무바라크
- 베런 - 모르데차이 바디
- 뷰티풀 비잉즈 - 구두문두르 아르나르 구드문드손
- 벌스데이 보이 - 아트투로 몬테네그로
- 블랑키타 - 페르난도 구즈조니
- 블레이즈 - 델 캐서린 바튼
- 바머 넘버 2 - 이리나 오비도바
- 불독 - 안드레 사르데닝스
- 버닝 데이즈 - 예민 엘퍼
- 카라히타 - 실비나 슈니처 외 1명
- 코르사주 - 마리 크로이처
- 디스턴스 - 라르스 크노르
- 도밍고 앤 더 미스트 - 아리엘 에스칼란테
- 에르하트 - 얀 브레지나
- 팔콘 레이크 - 샬롯 르 본
- 폴 마이 컨트리 - 라시드 하미
- 걸스 걸스 걸스 - 앨리 하파살로
- 그레이트 야머스 - 프로비져널 피규어스 - 마르코 마틴스
- 공중 정원 - 아메드 야신 알 다라지
- 해피니스 - 아스카 우자바예프
- 폭로 - 홍용호
- 하우 이즈 카티아? - 크리스티나 틴케비치
- 하우 투 블로우 업 어 파이프라인 - 다니엘 골든하버
- 인 브로드 데이라이트 - 에마뉘엘 타르디프
- 카인가 - 미쉘 앙 외 7명
- 코베인 - 오즈렘 야사르
- 라 피에타 - 에두아르도 카사노바
- 레오노르는 죽지 않는다 - 마르티카 라미레스 에스코바르
- 라이프 슈츠 미 웰 - 알 하디 울라드 모한드
- 라이크 어 맨 - 맥심 쿨라긴
- 러브 도그 - 비앙커 루커스
- 맨티코어 - 카를로스 베무트
- 메두사 디럭스 - 토마스 하디만
- 메멘토 모리: 어스 - 마르쿠스 부 마인 끄엉
- 메모리즈 오브 글루미 몬순즈 - 칸다커 수몬
- 맨 오브 디즈 - 폴 네고스쿠
- 미스 비보그 - 마리안느 블리처
- 모니카 - 안드레아 팔라오로
- 나의 이웃 히틀러 - 레온 프루도프스키
- 네온 스프링 - 마티스 카자
- 오디너리 페일리어스 - 크리스티나 그로산
- Out of Season - Ivan Panev
- 파슬리 - 호세 마리아 카브랄
- 피아페 - 앤 오렌
- 프리즌 77 - 알베르토 로드리게즈
- 리허설 - 쿤스노라 로즈마토바
- 새턴 볼링장 - 패트리샤 마주이
- 스차치튼 - 어 리트리뷰션 - 토머스 로스
- 해시태그 시그네 - 크리스토퍼 보글리
- 사일런스 6-9 - 크리스토스 파살리스
- 스노우 앤드 더 베어 - 셀센 에르귄
- 솔라 윈드 앨리 - 아나스타시아 롭코브스키
- 솔스 저니 - 클라우디아 세인트-루스
- 무슬림 걸즈 - 커드윈 아유브
- 스플랜디드 아이솔레이션 - 우줄라 안토니악
- 돌거북이 - 우 밍진
- 썸머 위드 호프 - 사다프 포로우히
- 더 보더스 오브 타임 - 세르지오 아코스타
- 더 케이지 앤 더 드림 - 발레리오 폰세카
- 더 체임버메이드 - 마리아나 첸젤 솔칸스카
- 디 오디네리스 - 소피 린넨바움
- 더 슬리핑 비스트 - 야크 킬미
- 더 서브스티튜트 - 디에고 레만
- 더 영 아서니스트스 - 쉬러 파이
- 터프 브레이크 브로멜리아 - 에페르피 샤랄람비디스
- 트로픽 오브 바이올런스 - 마뉴엘 샤피라
- 바이스 앤 버츄 - 기아스 우딘 셀림
- 빈센타 비. - 카를로스 레츄가
- 왓 리메인즈 - 란 후앙
- 늑대들 - 전규환
- 월드 워 III - 하우만 세이디
- 야마부키 - 야마사키 쥬이치로

### 미드-페스트
- 픽세이션 - 메르세데스 브라이스 모건

### 페스티벌 칼레이도스코프
- 애프터썬 - 샬롯 웰스
- 알카라스의 여름 - 카를라 시몬
- 칼날의 양면 - 클레어 드니
- 클로즈 - 루카스 돈트
- 헤어질 결심 - 박찬욱
- 성스러운 거미 - 알리 아바시
- 노 베어스 - 자파르 파나히
- 어느 멋진 아침 - 미아 한센-러브
- 리턴 투 서울 - 데이비 추
- 로브 오브 젬즈 - 나탈리아 로페즈
- 생토메르 - 앨리스 디옵
- 스토리즈 낫 투 비 톨드 - 세스 가이
- 더 블루 카프탄 - 마리암 투자니
- 더 호텔 - 왕 샤오슈아이
- 소설가의 영화 - 홍상수
- 더 웨일 - 대런 아로노프스키
- 슬픔의 삼각형 - 루벤 외스틀룬드
- 시계공장의 아나키스트 - 시릴 쇼이블린
- 탑 - 홍상수

### 인디안 파노라마: 장편영화
- 열일곱 - 프리트비 코나누르
- 아칸다 - 보야파티 스리누
- 데클러레이션 - 마헤시 나라얀
- 시네마 반디 - 프라빈 칸드레굴라
- 다바리 쿠루비 - 프리야난다난
- 드함비어....무캄 포스트 테인 - 프라빈 비탈 타르드
- 에크다 카이 잘라 - 닥터 살레엘 슈리니바스 쿨카르니
- 프레임 - 비크람 팟와르드한
- Akhanda - Tha. Se. Gnanavel
- 키다 - R 벤카테산
- 쿠디람 보스 - 비디아 사가 라주
- 쿠란구 페달 - 카말라칸난 S
- 로투스 블룸스 - 프라티크 샤르마
- 마하난다 - 아린담 실
- 메이저 - 사시 키란 티카
- 나아누 쿠수마 - 크리슈네가우다
- 프라티크샤 - 아누팜 파트나익
- RRR: 라이즈 로어 리볼트 - SS 라자몰리
- 사우디 벨라카 CC.225/2009 - 타룬 무어시
- 세르 쉬브라즈 - 디그팔 란제카르 외 1명
- 시야 - 마니쉬 문드라
- 더 카슈미르 파일즈 - 비베크 아그니호리
- 스토리텔러 - 아난스 나라얀 마하데반
- 쓰리 오브 어스 - 아비나시 아룬
- 토닉 - 아비짓 센

### 인디안 파노라마: 단편영화
- The Show Must Go On - 디브야 코바스지
- Ayushmaan - Jacob Varghese
- Beyond Blast - Saikhom Ratan
- Chhu Med Na Yul - Munmun Dhalaria
- 클린턴 - 프리스비라지 다스 굽타
- Fatima - Sourabh Kanti Dutta
- Gurujana - Sudipto Sen
- Hatibondhu - 크리팔 칼리타
- Khajurao Ananad aur Mukti - Ramji Om 외 1명
- Little Wings - Naveenkumar Muthaiahmins.
- Madhyantar - Basti Dinesh Shenoy
- Other Ray: Art of Satyajit Ray - Jaydip Mukherjee
- 성수 - 무쿤드 나라얀 외 1명
- Rekha - 세자르 바푸 란캄베
- Taangh - Bani Singh
- Veetilekku - Akhil Dev M
- Vibhajan ki Vibhishak Unkahi - Hitesh Shankar
- Wagro - Sainath S Uskaikar

### 스페셜 트리뷰트
- 아카토네 - 피에르 파올로 파졸리니
- 에디푸스 왕 - 피에르 파올로 파졸리니
- 돼지우리 - 피에르 파올로 파졸리니
- 마태복음 - 피에르 파올로 파졸리니
- 매와 참새 - 피에르 파올로 파졸리니
- 여자는 여자다 - 장 뤽 고다르
- 알파빌 - 장 뤽 고다르
- 네 멋대로 해라 - 장 뤽 고다르
- 사랑과 경멸 - 장 뤽 고다르
- 언어와의 작별 - 장 뤽 고다르
- 미치광이 피에로 - 장 뤽 고다르
- 씨 유 프라이데이, 로빈슨 - 미트라 파라하니

### 하미지
- 2001 스페이스 오디세이 - 스탠리 큐브릭
- 잃어버린 전주곡 - 봅 라펠슨
- 고스트버스터즈 - 이반 라이트만
- 붉은 사막 - 미켈란젤로 안토니오니
- 마지막 영화관 - 피터 보그다노비치

### 컨트리 포커스
- 벨 & 세바스티안 - 피에르 꼬레
- 두 세계 사이에서 - 엠마뉘엘 카레르
- 그, 그리고 그들의 아이들 - 레베카 즐로토브스키
- 식스틴 - 필립 리오레
- 남매의 경계선 - 플로랑스 미알레
- 더 그린 퍼퓸 - 니콜라스 파리저
- 더 배니쉬드 프레지던트 - 장-마르크 페이레피트
- 눈표범 - 마리아 아미그에트

### 신인감독상 후보작
- 비하인드 더 헤이스택스 - 아시미나 프로이드로우
- 체리 - 소피 갈리버트
- 시네마 반디 - 프라빈 칸드레굴라
- 마야 닐로 (로라) - 로비사 사이렌
- 레지티마 디펜사 - 안드레아 브라가
- 시야 - 마니쉬 문드라
- 더 아일랜드 오브 로스트 걸스 - 브라이언 쉬밋 외 1명

### ICFT 유네스코
- 어 테일 오브 투 시스터즈 - 아크램 칸
- 행운 - 무히딘 무자파르
- 마더 - 조니차 소피아
- 나아누 쿠수마 - 크리슈네가우다
- 나르게시 - 파얌 에스칸다리
- 파로마 - 마르셀로 고메스
- 사우디 벨라카 CC.225/2009 - 타룬 무어시
- 더 카슈미르 파일즈 - 비베크 아그니호리
- 화이트 도그 - 아나이스 바르보 라발레트

### 인터그레이드
- 안헬69 - 테오 몬토야
- 인체해부도 - 루시엔 캐스팅-테일러
- 에아미 - 파스 엔시나
- 페어리테일 - 알렉산드르 소쿠로프
- 해브 유 씬 디스 우먼? - 듀산 조릭 외 1명
- 이노센스 - 기 다비디
- 마이 이매지너리 컨트리 - 파트리시오 구스만
- 아워 레이디 오브 더 차이니즈 숍 - 에어리 클러버
- 퍼시픽션 - 알베르트 세라
- 위대한 움직임 - 키로 루쏘

### 마카브라 드림
- 부화 - 한나 베리홀름
- 납골당 - 미셸 가르자 세르베라
- 나이트사이렌 - 테레자 느보토바
- 비너스 - 자움 발라구에로

### 애니메이션
- 장님 버드나무와 잠자는 여자 - 피에르 폴디스
- 북쪽 나라에서 - 야마무라 코지
- 나의 결혼 이야기 - 시그네 바우만
- 피노키오 - 기예르모 델 토로
- 더 아일랜드 - 안카 다미안

### 유니세프 IFFI
- 가버나움 - 나딘 라바키
- 레인보우 - 나게쉬 꾸꾸누루
- 나니 테리 모니 - 아카샤디트야 라마
- 수미 - 아몰 골레
- 깐부 - 프라순 차터지
- 우드 자 난헤 딜 - 스와루프 라지 메다라